# Norbert Molitor

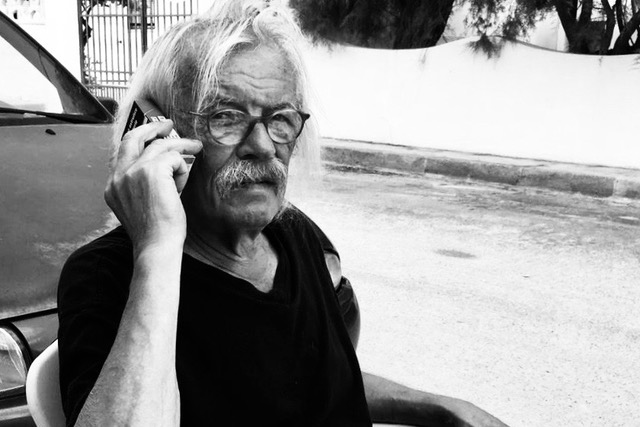
Norbert Molitor, 2018

Norbert Molitor (* 25. Februar 1946 in Wuppertal) ist ein deutscher Blogger, Buchautor und Zeichner aus Neviges.

## Wirken
Neben seiner Tätigkeit als Messe- und Ausstellungsdesigner beschäftigt sich Molitor seit 1990 künstlerisch mit dem Thema „Stühle und andere Sitzgelegenheiten“, zunächst mit Zeichnungen auf Papier und seit 2010 auf digitalen Eingabegeräten. Seine Arbeiten wurden u. a. in Wuppertal (Schoss Lüntenbeck), Velbert (Schloss Hardenberg) und Berlin (Kabinett 25) auf Einzelausstellungen gezeigt.
Molitors Blog 42553 Neviges über das Leben in einer Kleinstadt wurde 2014 mit dem Grimme Online Award ausgezeichnet. Der Blog wird täglich (häufig mehrfach) aktualisiert. Veröffentlicht werden schlichte Schwarzweiß-Fotos mit kurzen Bildunterschriften aus dem Velberter Stadtteil und Pilgerort Neviges mit rund 19000 Einwohnern. Das vor 2014 nur regional beachtete Projekt wurde infolge überregionaler Presseberichte inzwischen über 2,8 Millionen Mal besucht (Stand Februar 2022). Die über Neviges hinaus gültigen Themen (Leerstand, Trostlosigkeit, Abwanderung, politische Versäumnisse, Wallfahrt, Architektur), machen die Seite auch für Außenstehende interessant. Rund 50 Prozent der Nutzer wohnen nicht in Neviges oder Umgebung. 
Sein Buch Im Kaff der guten Hoffnung. Eine Liebeserklärung an die Provinz erschien 2016 im Piper Verlag, München. 

## Werke
- Norbert Molitor: Im Kaff der guten Hoffnung – Eine Liebeserklärung an die Provinz. Piper Verlag, München 2014, ISBN 978-3-492-30792-5.